# 蒙宝線
蒙宝線（もうほうせん）は、蒙自駅から石屏駅を結ぶ鉄道である。1965年に箇碧石鉄道（旧箇碧鉄道）から改称された。
箇旧市は従来、中国最大級の錫の産出地として知られていた。1915年、箇旧市の有志が中心となり、産出される錫などを搬出することを主目的として、昆河線の碧色寨駅から蒙自、鶏街を経て箇旧駅に至る73Kmに鉄道を建設、開通した（箇碧鉄道）のが由来である。
開通当初、本鉄道は610mm（2フィート）のナローゲージであり、また、中国初の私鉄であった。

## 歴史
- 1915年、碧色寨駅・箇旧駅間を着工（箇碧鉄道）。1918年、碧色寨駅・鶏街駅間が開通。1921年11月9日、鶏街駅・箇旧駅間が開通し全通。
- 1922年、鶏街駅・建水駅間を着工。1928年11月、開通。
- 1931年、建水駅・石屏駅間着工。1936年10月10日、開通。箇碧石鉄道へ改称。
- 1957年、共産党に接収・国有化。
- 1959年、メーターゲージの草官線が建設され、昆河線と雨過舗駅で接続された。
- 1960年から1962年にかけて、碧色寨駅・蒙自駅間のレールが撤去される。
- 1965年、箇碧石鉄道から蒙宝線へ改称され、さらに宝秀駅まで延伸された。
- 1967年から1969年にかけて、箇旧～鶏街の33.9Km（鶏箇支線）を除き、メーターゲージに改軌する計画が策定される。最小曲線半径100m。1970年1月、メーターゲージ改軌を着工、10月1日に完成し、昆河線との乗り入れが可能になった。（昆一線の廃線に伴い不要となったレールを利用）。
- 1991年、最後まで610mmナローゲージで残っていた鶏箇支線の運転が停止、2008年に廃止・撤去。